# Lieke Veld
Lieke Veld (Amsterdam, 30 november 1985) is een Nederlands radiopresentatrice.

## Loopbaan
Veld presenteerde vanaf juni 2012 t/m de zomer van 2014 op werkdagen het radioprogramma met de titel Lieke voor BNN in de nacht tussen 1:00 en 4:00 uur op 3FM.
Veld wilde radio maken en schreef zich in bij BNN University, destijds de DJ-school van 3FM. Daarna ging ze bij onder andere de redactie doen bij BNN Today en de regie bij het programma 'Vier zeven' op Radio 1. Af en toe mocht ze invallen als presentator van Today's Topics, tevens op Radio 1. Tijdens haar tijd bij BNN University presenteerde ze voor een klein jaar het ochtendprogramma Amsterdam Wordt Wakker op radiostation AmsterdamFM, daarna maakte ze elke woensdagavond een programma op BNN.FM.
Vanaf september 2014 was Veld te horen in de zaterdag- en zondagnacht van 0:00 tot 3:00 uur op Qmusic. In de zomer van 2015 was Veld regelmatig in de ochtend in het weekend te horen. Vanaf 3 augustus 2015 t/m 8 januari 2018 presenteerde Veld op werkdagen een lunchprogramma van 12:00 tot 14:00 uur. Ze besloot haar radiocarrière te beëindigen en voor zichzelf te beginnen.

## Privé
Veld is op 19 september 2015 getrouwd met Wietze de Jager. Het stel heeft samen een dochter en drie zoons.